# Abzac (Gironde)
Pour les articles homonymes, voir Abzac.
Abzac [ɑbˈzɑk] en français comme en gascon est une commune du Sud-Ouest de la France, située dans le département de la Gironde, en région Nouvelle-Aquitaine.

## Géographie

### Généralités
La commune d'Abzac est située sur l'Isle qui fait office de limite territoriale nord avec la commune de Coutras.
La commune, traversée par le 45e parallèle nord, est de ce fait située à égale distance du pôle Nord et de l'équateur terrestre (environ 5 000 km).

### Communes limitrophes
Abzac est limitrophe de six communes : Coutras au nord, Saint-Médard-de-Guizières à l'est, Lussac au sud-est, Les Artigues-de-Lussac au sud, Saint-Denis-de-Pile au sud-ouest et Sablons à l'ouest.
|                     | Coutras                |                           |
| Sablons             | Abzac                  | Saint-Médard-de-Guizières |
| Saint-Denis-de-Pile | Les Artigues-de-Lussac | Lussac                    |

### Climat
Pour des articles plus généraux, voir Climat de la Nouvelle-Aquitaine et Climat de la Gironde.
Historiquement, la commune est exposée à un climat océanique aquitain.
En 2020, Météo-France publie une typologie des climats de la France métropolitaine dans laquelle la commune est exposée à un climat océanique et est dans la région climatique Aquitaine, Gascogne, caractérisée par une pluviométrie abondante au printemps, modérée en automne, un faible ensoleillement au printemps, un été chaud (19,5 °C), des vents faibles, des brouillards fréquents en automne et en hiver et des orages fréquents en été (15 à 20 jours).
Pour la période 1971-2000, la température annuelle moyenne est de 12,7 °C, avec une amplitude thermique annuelle de 15 °C. Le cumul annuel moyen de précipitations est de 833 mm, avec 11,3 jours de précipitations en janvier et 6,7 jours en juillet. Pour la période 1991-2020, la température moyenne annuelle observée sur la station météorologique la plus proche, située sur la commune de Saint-Émilion à 13,9 km à vol d'oiseau, est de 13,9 °C et le cumul annuel moyen de précipitations est de 798,1 mm,. Pour l'avenir, les paramètres climatiques de la commune estimés pour 2050 selon différents scénarios d’émission de gaz à effet de serre sont consultables sur un site dédié publié par Météo-France en novembre 2022.

## Urbanisme

### Typologie
Au 1er janvier 2024, Abzac est catégorisée commune rurale à habitat dispersé, selon la nouvelle grille communale de densité à sept niveaux définie par l'Insee en 2022.
Elle est située hors unité urbaine. Par ailleurs la commune fait partie de l'aire d'attraction de Libourne, dont elle est une commune de la couronne,. Cette aire, qui regroupe 24 communes, est catégorisée dans les aires de 50 000 à moins de 200 000 habitants,.

### Occupation des sols

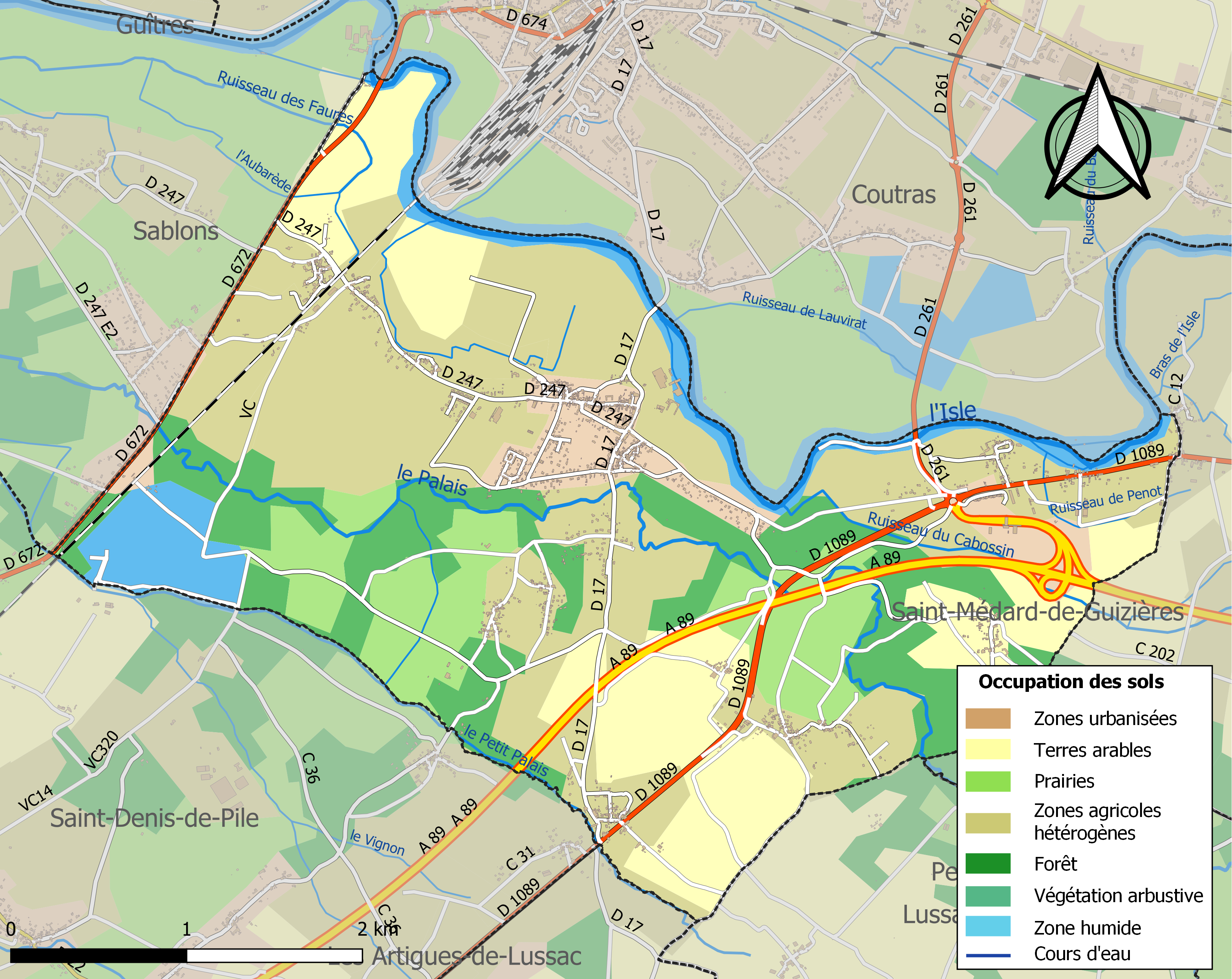
Carte des infrastructures et de l'occupation des sols de la commune en 2018 (CLC).

L'occupation des sols de la commune, telle qu'elle ressort de la base de données européenne d’occupation biophysique des sols Corine Land Cover (CLC), est marquée par l'importance des territoires agricoles (71 % en 2018), en diminution par rapport à 1990 (75,8 %). La répartition détaillée en 2018 est la suivante : 
zones agricoles hétérogènes (41 %), forêts (16,5 %), cultures permanentes (12,4 %), prairies (11,2 %), terres arables (6,4 %), eaux continentales (6,1 %), zones urbanisées (4,5 %), zones industrielles ou commerciales et réseaux de communication (1,9 %). L'évolution de l’occupation des sols de la commune et de ses infrastructures peut être observée sur les différentes représentations cartographiques du territoire : la carte de Cassini (XVIIIe siècle), la carte d'état-major (1820-1866) et les cartes ou photos aériennes de l'IGN pour la période actuelle (1950 à aujourd'hui).

### Risques majeurs
Le territoire de la commune d'Abzac est vulnérable à différents aléas naturels : météorologiques (tempête, orage, neige, grand froid, canicule ou sécheresse), inondations et séisme (sismicité faible). Il est également exposé à un risque technologique, la rupture d'un barrage. Un site publié par le BRGM permet d'évaluer simplement et rapidement les risques d'un bien localisé soit par son adresse soit par le numéro de sa parcelle.

#### Risques naturels
Certaines parties du territoire communal sont susceptibles d’être affectées par le risque d’inondation par débordement de cours d'eau, notamment l'Isle et le Palais. La commune a été reconnue en état de catastrophe naturelle au titre des dommages causés par les inondations et coulées de boue survenues en 1982, 1983, 1993, 1999 et 2009,.

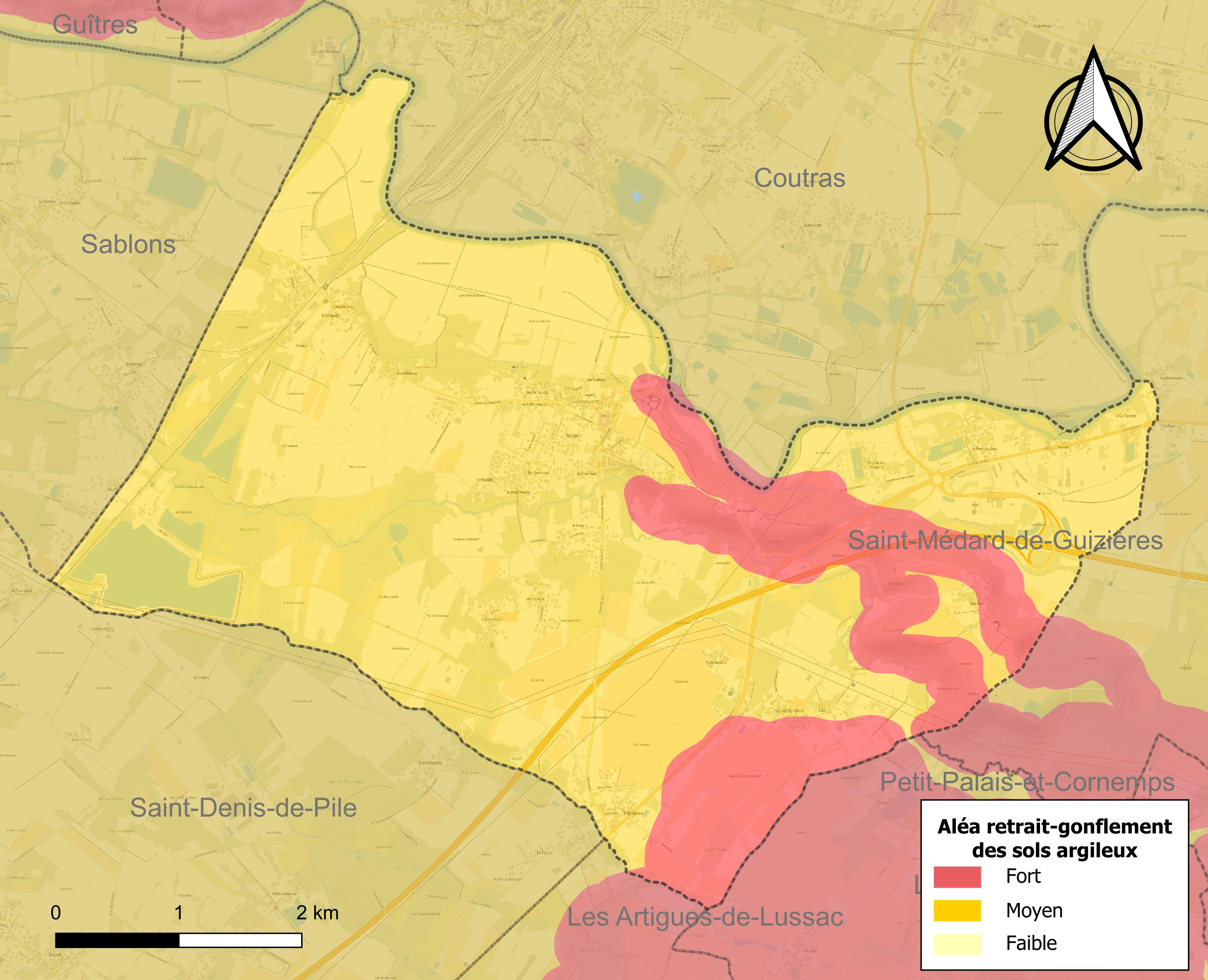
Carte des zones d'aléa retrait-gonflement des sols argileux d'Abzac.

Le retrait-gonflement des sols argileux est susceptible d'engendrer des dommages importants aux bâtiments en cas d’alternance de périodes de sécheresse et de pluie. La totalité de la commune est en aléa moyen ou fort (67,4 % au niveau départemental et 48,5 % au niveau national). Sur les 868 bâtiments dénombrés sur la commune en 2019, 868 sont en aléa moyen ou fort, soit 100 %, à comparer aux 84 % au niveau départemental et 54 % au niveau national. Une cartographie de l'exposition du territoire national au retrait gonflement des sols argileux est disponible sur le site du BRGM,.
Par ailleurs, afin de mieux appréhender le risque d’affaissement de terrain, l'inventaire national des cavités souterraines permet de localiser celles situées sur la commune.
Concernant les mouvements de terrains, la commune a été reconnue en état de catastrophe naturelle au titre des dommages causés par des mouvements de terrain en 1999 et par des glissements de terrain en 1993.

#### Risques technologiques
La commune est en outre située en aval du  barrage de Bort-les-Orgues, un ouvrage sur la Dordogne de classe A soumis à PPI, disposant d'une retenue de 477 millions de mètres cubes. À ce titre elle est susceptible d’être touchée par l’onde de submersion consécutive à la rupture de cet ouvrage.

## Toponymie
Formé d'après le nomem latin Apicius associé au suffixe locatif latin -acu(m), le nom Apiciacum deviendra abiciac(o) par sonorisation du -b- intervocalique typique du gascon. Puis le toponyme Abiciac(o) deviendra Ab(e)zak en 1314 pour devenir Abzac tel que nous le connaissons aujourd'hui.
Durant la période révolutionnaire de la Convention nationale (1792-1795), la commune porte le nom de Gar-Dor-Isle, nom formé à partir des abréviations des noms des cours d'eau régionaux Garonne et Dordogne et de celui arrosant la ville, l'Isle.

## Histoire
- Ancienne seigneurie appartenant au XVIe siècle au maréchal de Saint-André.
- Au XVIIIe siècle, le presbytère de la paroisse était si somptueux que les habitants le nommèrent « le petit évêché ».
- À la Révolution, la paroisse Saint-Pierre d'Abzac forme la commune d'Abzac[25].

## Politique et administration

### Liste des maires
| Période                                  | Période                       | Identité                 | Étiquette | Qualité                                                            |
| ---------------------------------------- | ----------------------------- | ------------------------ | --------- | ------------------------------------------------------------------ |
| Les données manquantes sont à compléter. |                               |                          |           |                                                                    |
|                                          |                               | Charles de Lalaurencie   |           |                                                                    |
| 1837                                     | 1841                          | Louis-Guillaume Piéchaud |           | Médecin                                                            |
|                                          |                               | Jean-Jacques Rozier      |           |                                                                    |
|                                          |                               | Michel Pierre Marron     |           | Vétérinaire                                                        |
| ca. 1965                                 |                               | M. de Fornel             |           | Agriculteur                                                        |
| Les données manquantes sont à compléter. |                               |                          |           |                                                                    |
| mars 2001                                | janvier 2025                  | Jean-Louis d'Anglade     | DVD       | Chef d'entreprise Démissionnaire                                   |
| janvier 2025                             | En cours (au 12 janvier 2025) | Grégory Bordat           |           | Contrôleur à la DGFiP 2e adjoint chargé des finances (2020 → 2025) |

### Tendances politiques et résultats
Le résultat de l'élection présidentielle de 2012 dans cette commune est le suivant :
| Candidat       | Candidat                    | Premier tour | Premier tour | Second tour | Second tour |
| Candidat       | Candidat                    | Voix         | %            | Voix        | %           |
| -------------- | --------------------------- | ------------ | ------------ | ----------- | ----------- |
|                | Eva Joly (EÉLV)             | 18           | 1,66         |             |             |
|                | Marine Le Pen (FN)          | 273          | 25,18        |             |             |
|                | Nicolas Sarkozy (UMP)       | 234          | 21,59        | 443         | 42,56       |
|                | Jean-Luc Mélenchon (FG)     | 100          | 9,23         |             |             |
|                | Philippe Poutou (NPA)       | 18           | 1,66         |             |             |
|                | Nathalie Arthaud (LO)       | 4            | 0,37         |             |             |
|                | Jacques Cheminade (SP)      | 3            | 0,28         |             |             |
|                | François Bayrou (MoDem)     | 84           | 7,75         |             |             |
|                | Nicolas Dupont-Aignan (DLR) | 15           | 1,38         |             |             |
|                | François Hollande (PS)      | 335          | 30,90        | 598         | 57,44       |
|                |                             |              |              |             |             |
| Inscrits       | Inscrits                    | 1 409        | 100,00       | 1 414       | 100,00      |
| Abstentions    | Abstentions                 | 310          | 22,00        | 296         | 20,93       |
| Votants        | Votants                     | 1 099        | 78,00        | 1 118       | 79,07       |
| Blancs et nuls | Blancs et nuls              | 15           | 1,36         | 77          | 6,89        |
| Exprimés       | Exprimés                    | 1 084        | 98,64        | 1 041       | 93,11       |

Le résultat de l'élection présidentielle de 2017 dans cette commune est le suivant :
| Candidat    | Candidat                    | Premier tour | Premier tour | Second tour | Second tour |  |
| Candidat    | Candidat                    | Voix         | %            | Voix        | %           |  |
| ----------- | --------------------------- | ------------ | ------------ | ----------- | ----------- |  |
|             | Nicolas Dupont-Aignan (DLF) | 56           | 5,19         |             |             |  |
|             | Marine Le Pen (FN)          | 360          | 33,40        | 469         | 49,68       |  |
|             | Emmanuel Macron (EM)        | 229          | 21,24        | 475         | 50,32       |  |
|             | Benoît Hamon (PS)           | 61           | 5,66         |             |             |  |
|             | Nathalie Arthaud (LO)       | 4            | 0,37         |             |             |  |
|             | Philippe Poutou (NPA)       | 14           | 1,30         |             |             |  |
|             | Jacques Cheminade (SP)      | 3            | 0,28         |             |             |  |
|             | Jean Lassalle (RES)         | 17           | 1,58         |             |             |  |
|             | Jean-Luc Mélenchon (LFI)    | 209          | 19,39        |             |             |  |
|             | François Asselineau (UPR)   | 6            | 0,56         |             |             |  |
|             | François Fillon (LR)        | 119          | 11,04        |             |             |  |
|             |                             |              |              |             |             |  |
| Inscrits    | Inscrits                    | 1 477        | 100,00       | 1 417       | 100,00      |  |
| Abstentions | Abstentions                 | 371          | 25,12        | 401         | 27,26       |  |
| Votants     | Votants                     | 1 106        | 74,88        | 1 070       | 72,74       |  |
| Blancs      | Blancs                      | 23           | 2,08         | 91          | 8,50        |  |
| Nuls        | Nuls                        | 5            | 0,45         | 35          | 3,27        |  |
| Exprimés    | Exprimés                    | 1 078        | 97,47        | 944         | 88,22       |  |

### Jumelages
- Cadalso de los Vidrios (Espagne) depuis 1994[31]

## Population et société

### Démographie
Les habitants sont appelés les Abzacais.

#### Évolution démographique
L'évolution du nombre d'habitants est connue à travers les recensements de la population effectués dans la commune depuis 1793. Pour les communes de moins de 10 000 habitants, une enquête de recensement portant sur toute la population est réalisée tous les cinq ans, les populations de référence des années intermédiaires étant quant à elles estimées par interpolation ou extrapolation. Pour la commune, le premier recensement exhaustif entrant dans le cadre du nouveau dispositif a été réalisé en 2008.

En 2022, la commune comptait 2 030 habitants, en évolution de +5,4 % par rapport à 2016 (Gironde : +6,91 %, France hors Mayotte : +2,11 %).
| 1793  | 1800  | 1806  | 1821  | 1831  | 1836  | 1841  | 1846  | 1851  |
| ----- | ----- | ----- | ----- | ----- | ----- | ----- | ----- | ----- |
| 1 354 | 1 370 | 1 282 | 1 383 | 1 520 | 1 511 | 1 503 | 1 521 | 1 505 |

| 1856  | 1861  | 1866  | 1872  | 1876  | 1881  | 1886  | 1891  | 1896  |
| ----- | ----- | ----- | ----- | ----- | ----- | ----- | ----- | ----- |
| 1 464 | 1 398 | 1 341 | 1 362 | 1 463 | 1 620 | 1 585 | 1 606 | 1 626 |

| 1901  | 1906  | 1911  | 1921  | 1926  | 1931  | 1936  | 1946  | 1954  |
| ----- | ----- | ----- | ----- | ----- | ----- | ----- | ----- | ----- |
| 1 596 | 1 565 | 1 509 | 1 433 | 1 504 | 1 444 | 1 485 | 1 363 | 1 399 |

| 1962  | 1968  | 1975  | 1982  | 1990  | 1999  | 2006  | 2008  | 2013  |
| ----- | ----- | ----- | ----- | ----- | ----- | ----- | ----- | ----- |
| 1 452 | 1 474 | 1 426 | 1 475 | 1 472 | 1 599 | 1 704 | 1 739 | 1 893 |

| 2018  | 2022  | - | - | - | - | - | - | - |
| ----- | ----- | - | - | - | - | - | - | - |
| 1 949 | 2 030 | - | - | - | - | - | - | - |

#### Pyramide des âges
La population de la commune est relativement jeune.
En 2018, le taux de personnes d'un âge inférieur à 30 ans s'élève à 33,7 %, soit en dessous de la moyenne départementale (35,9 %). À l'inverse, le taux de personnes d'âge supérieur à 60 ans est de 24,2 % la même année, alors qu'il est de 24,9 % au niveau départemental.
En 2018, la commune comptait 969 hommes pour 980 femmes, soit un taux de 50,28 % de femmes, légèrement inférieur au taux départemental (52,06 %).
Les pyramides des âges de la commune et du département s'établissent comme suit.
| Hommes | Classe d’âge | Femmes |
| ------ | ------------ | ------ |
| 0,6    | 90 ou +      | 1,1    |
| 7,6    | 75-89 ans    | 8,1    |
| 14,8   | 60-74 ans    | 16,2   |
| 20,7   | 45-59 ans    | 20,6   |
| 20,4   | 30-44 ans    | 22,3   |
| 15,4   | 15-29 ans    | 13,7   |
| 20,4   | 0-14 ans     | 18,0   |

| Hommes | Classe d’âge | Femmes |
| ------ | ------------ | ------ |
| 0,7    | 90 ou +      | 1,9    |
| 6,7    | 75-89 ans    | 8,9    |
| 15,7   | 60-74 ans    | 16,8   |
| 19,9   | 45-59 ans    | 19,3   |
| 19,9   | 30-44 ans    | 19,2   |
| 19,4   | 15-29 ans    | 18,1   |
| 17,7   | 0-14 ans     | 15,8   |

## Culture locale et patrimoine

### Lieux et monuments
- Le château d'Abzac, résidence de la famille d'Anglade, a été inscrit au titre des monuments historiques en 1980[38] ; il fut édifié au XVIe siècle sur le site d'une forteresse médiévale ; ses vignobles traversent Pomerol jusqu'à Saint-Émilion.
- L'église Saint-Pierre, construite au XIIe siècle et largement remaniée au XIXe siècle, a été inscrite au titre des monuments historiques en 2011[39] ; au fronton d'un portail latéral condamné de la façade sud, peut se lire l'inscription révolutionnaire « LE PEUPLE FRANCAIS RECONNAIT L'ETRE SUPREME ET L'IMMORTALITE DE L'AME ».
- La manufacture d'Abzac, édifiée sur la base d'un moulin à eau du XVIe siècle et agrandie au XVIIIe siècle, a été inscrite au titre des monuments historiques en 1980 pour les bâtiments et en 1996 pour le moulin[40].

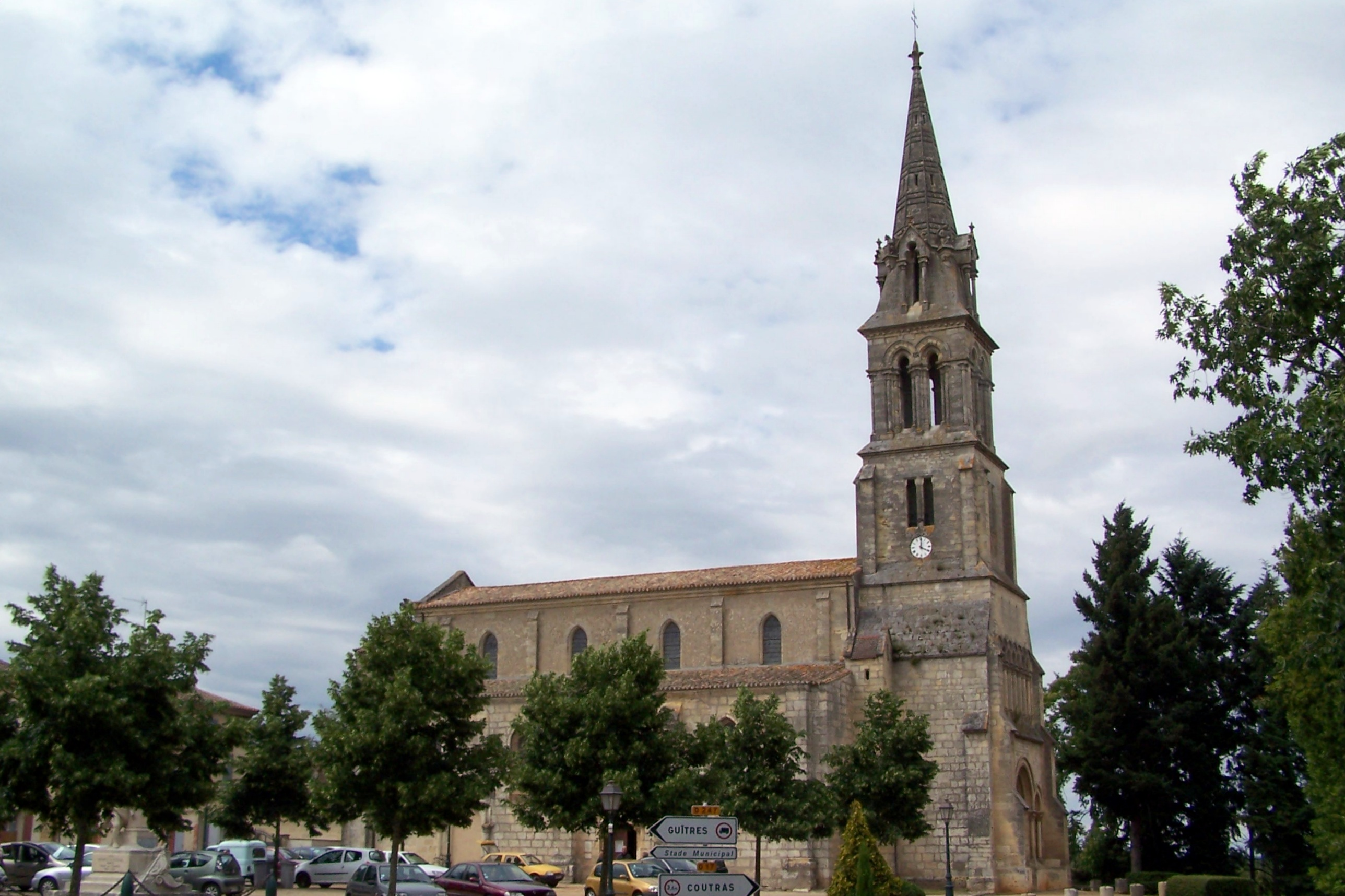
L'église Saint-Pierre, vue latérale sud (juin 2012).
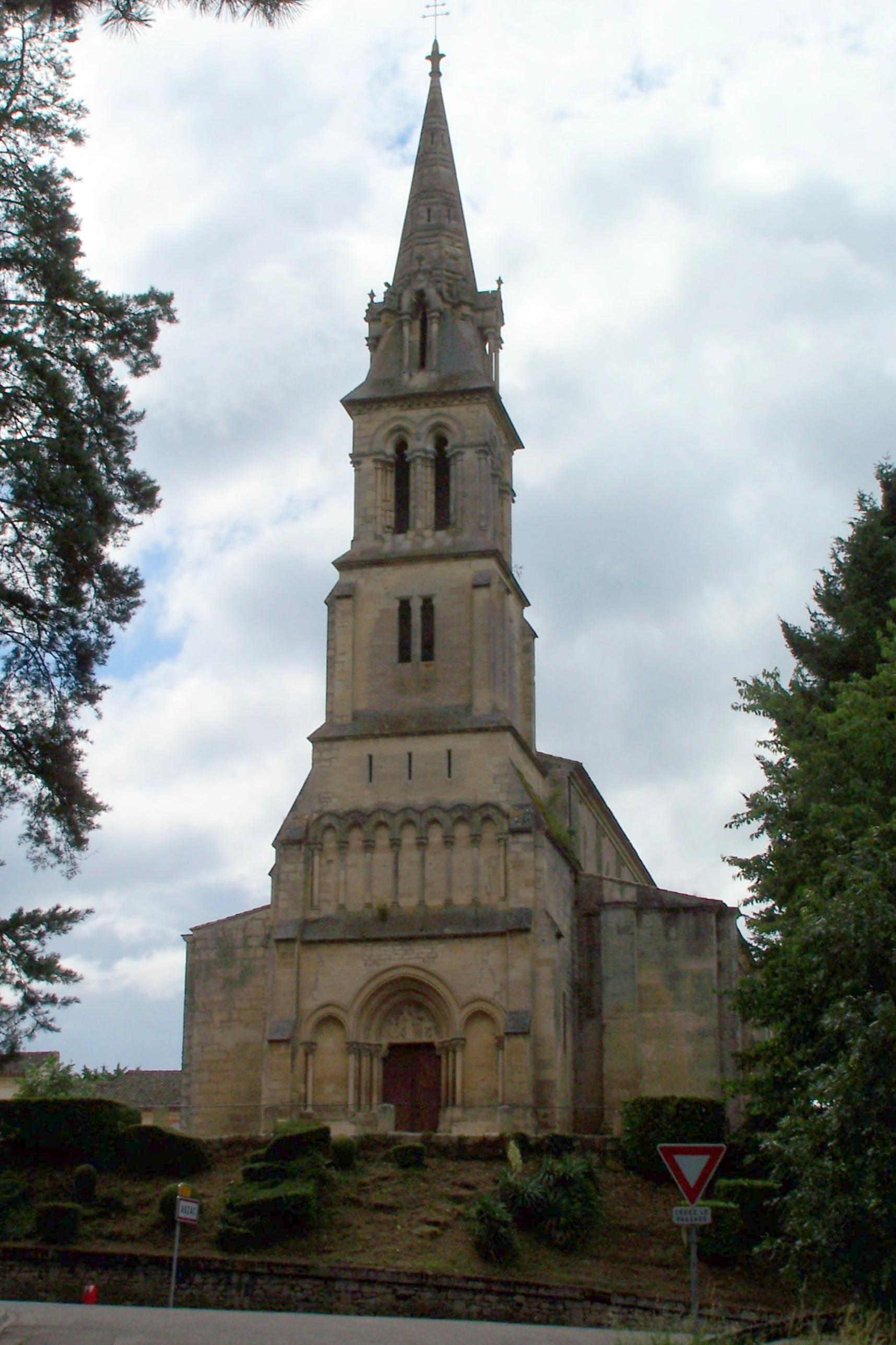
L'église Saint-Pierre, façade ouest (juin 2012).
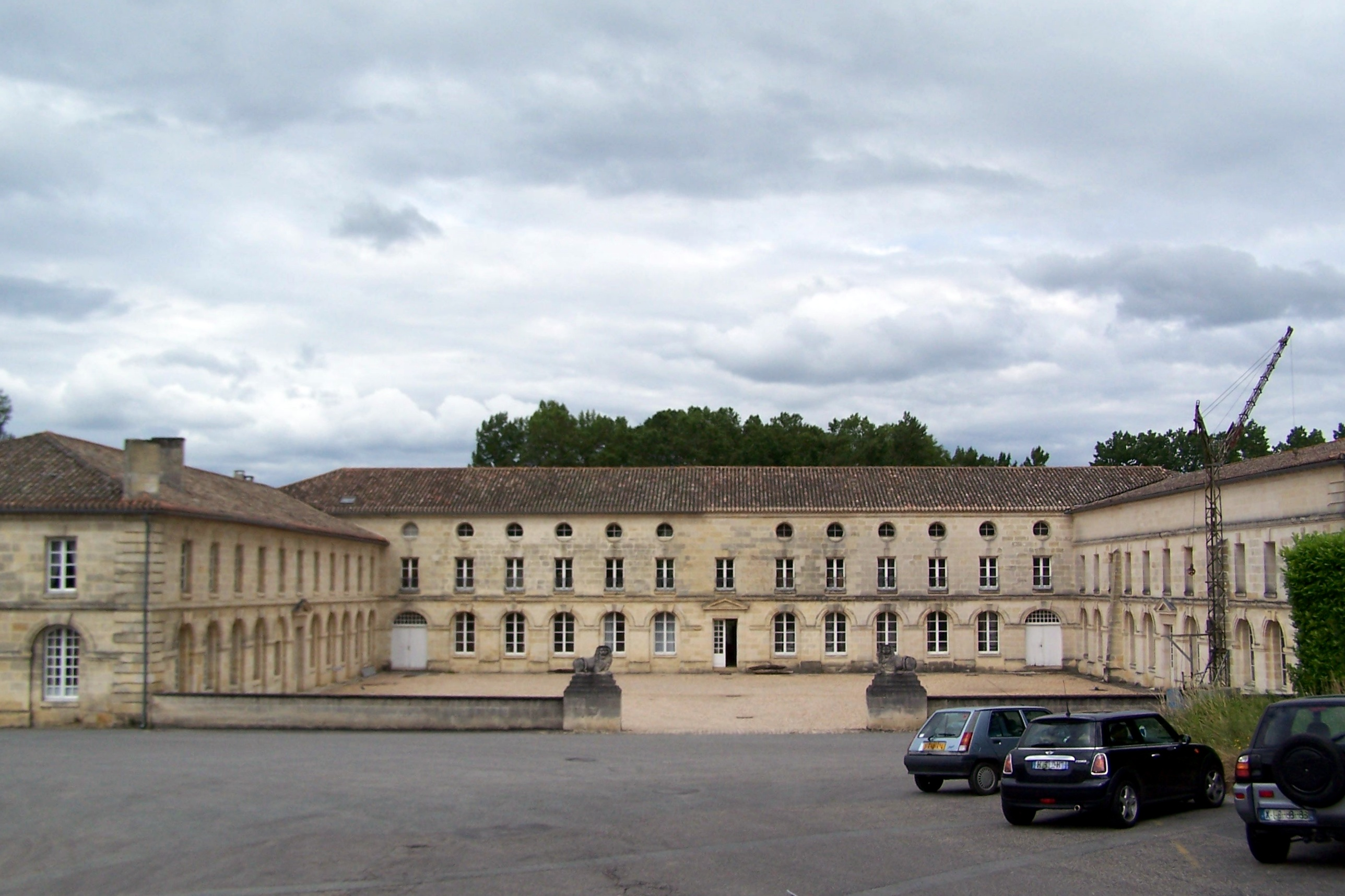
La manufacture (juin 2012).
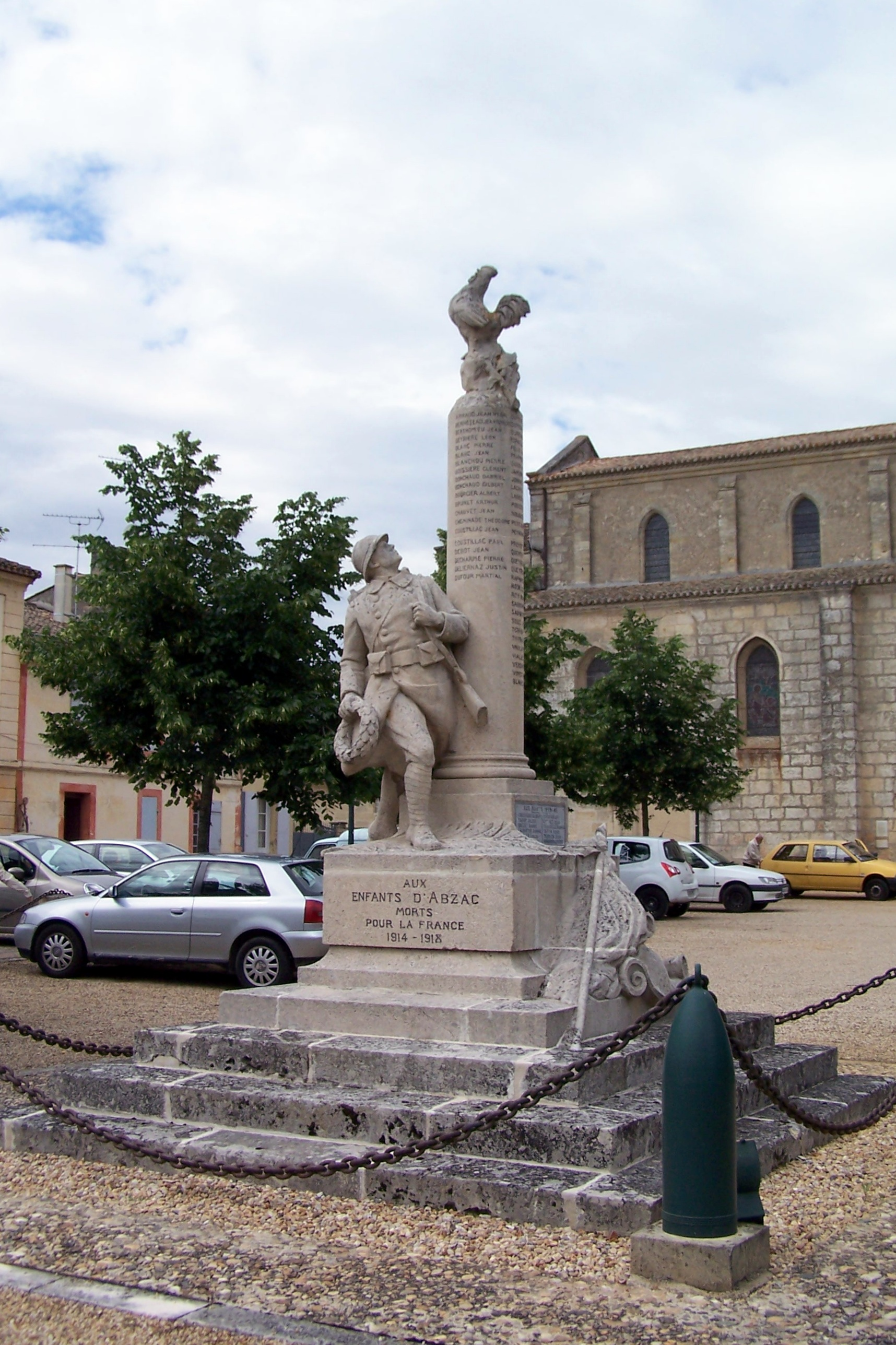
Le monument aux morts sur la place devant l'église (juin 2012).

### Personnalités liées à la commune
- Émile Bodin (1869-1923), né à Abzac, écrivain.
- Adolphe Piéchaud (1842-1899), né à Abzac, médecin, ophtalmologue.
- Timothée Piéchaud (1850-1905), né à Abzac, frère du précédent, médecin, professeur à la Faculté de médecine de Bordeaux.

### Héraldique
| Armes | Les armes d'Abzac se blasonnent ainsi : D'azur au chevron d'or accompagné de trois molettes à huit rais du même. |